# Каспар Баугін
Каспар Баугін (фр. Gaspard Bauhin, або Caspard Bauhin; нім. Caspar Bauhin; лат. Casparus Bauhinus, 17 січня 1560, Базель — 5 грудня 1624, там же) — швейцарський анатом і ботанік, систематик рослин. Одним з перших став використовувати у своїх роботах бінарну номенклатуру.

## Біографія
Народився в сім'ї французького лікаря-гугенота Жана Боена (1511—1582), який втік зі своєю сім'єю до Базелю з Парижа та Амстердама. Старший брат Каспара, Йоганн (1541—1612), також був знаним лікарем і ботаніком.
Каспар навчався в університеті Базеля, де вивчав медицину у Фелікса Платера. Продовжив освіту в Падуї, Монпельє, Парижі. В університеті Тюбінгена вивчав ботаніку з праць Леонарта Фукса.
1580 року повернувся до Базеля і читав приватні лекції з ботаніки й анатомії. 1581 року здобув науковий ступінь доктора медицини.
1582 року став професором грецької мови в Базельському університеті, а з 1588 року — професором анатомії і ботаніки в тому ж університеті. Пізніше обіймав посади міського лікаря, ректора та декана свого університету, вів медичну практику. 1614 року змінив Фелікса Платера на кафедрі медицини, ставши першим професором медицини та старшим лікарем (фізикусом).
Першим описав картоплю, присвоївши їй у праці «Phytopinax» 1596 року наукову назву лат. Solánum tuberósum, яку пізніше запозичив Карл Лінней і увійшла до сучасної систематики.
Роботи Баугіна змінили перебіг розвитку ботаніки. Його ботанічні праці — більше ніж коментарі класичних праць; спостереження за рослинами застосовувалися як метод досліджень. Баугін запропонував основи класифікації рослин, використовував короткі найменування, часто складені з двох слів, передбачаючи біномінальну систему Карла Ліннея. Гербарій Баугіна містив понад 4000 зразків. Прекрасний знавець європейської флори, Баугін разом з іншими дослідниками рослин того періоду Отто Брунфельсем, Ієронімусом Боком, Леонартом Фуксом, П'єтро Андреа Маттіолі визнається одним із «батьків ботаніки», працями яких було закладено новий етап розвитку науки.
Вважається, що 1612 року Баугін привіз насіння енотери (Oenothera) з американського штату Вірджинія і висіяв його у Падуанському ботанічному саду, звідки рослина поширилася Європою.

## Вшанування
Шарль Плюм'є у роботі «Nova plantarum americanarum genera» на честь Каспара та його брата Йоганна назвав рід рослин Баугінія (Bauhinia) сімейства Бобові (Fabaceae), пізніше ця назва була закріплена Ліннеєм у роботі «Critica Botanica» і використовується в сучасній науковій номенклатурі.
В анатомії термін баугінієвої заслінки позначає місце переходу останньої петлі клубової кишки в товсту кишку.

## Наукові праці

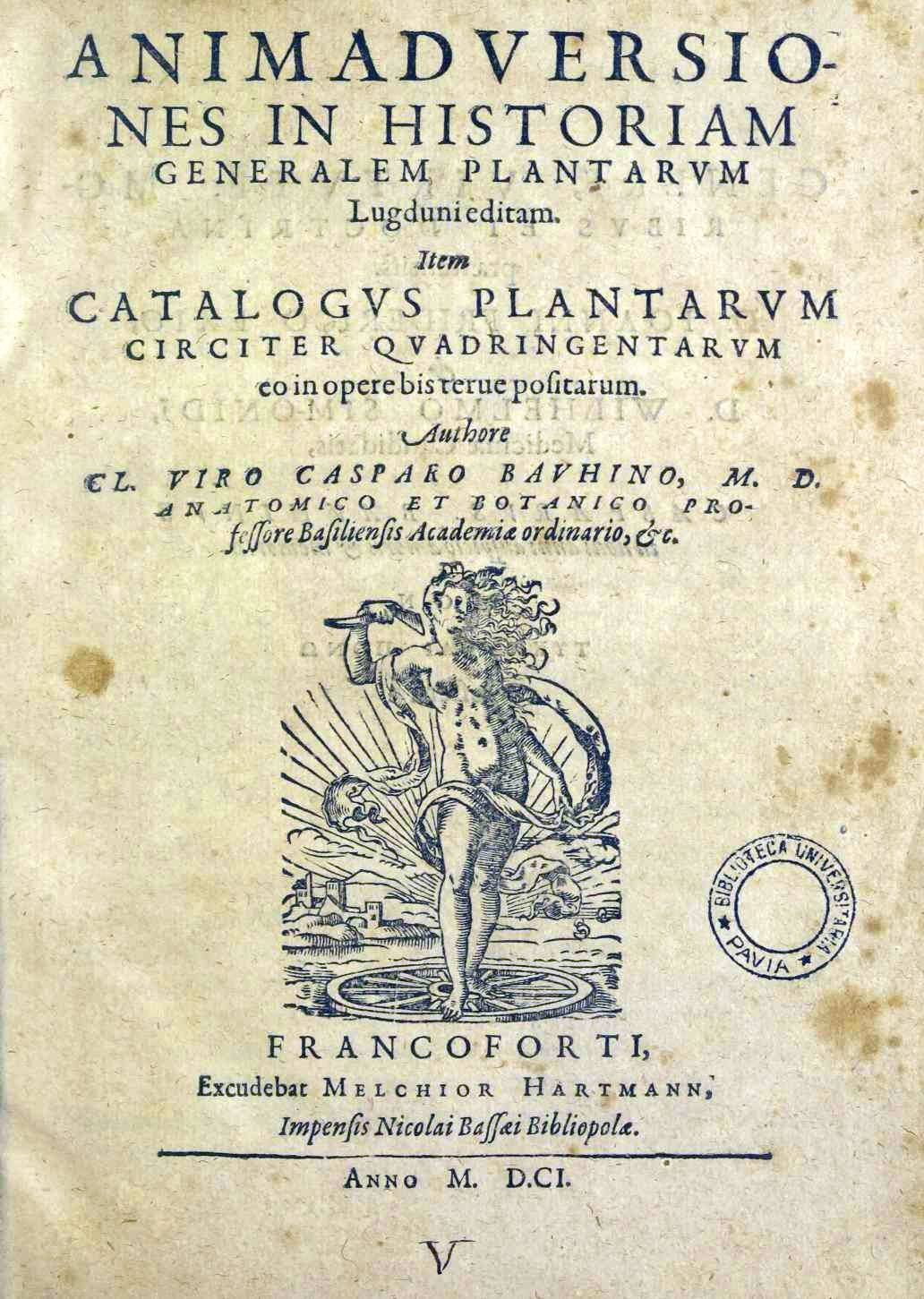
Animadversiones in historiam generalem plantarum, 1601

- De plantis a ̀diuis sanctisúe nomen habentibus (Базель, 1591)
- Phytopinax (Базель, 1596), список 2460 рослин, зокрема картоплі (стор. 301)
- Anatomia corporis virilis et muliebris historia (Лейден, 1597)
- Theatrum anatomicum Infinitis locis auctum (Франкфурт, 1605, 1621)
- Опис 6000 рослин містить 400 ілюстрацій.
- Prodromus theatri botanici (Франкфурт, 1620, 2 видавництва Базель, 1671)
- Catalogus plantarum circa Basileam (1622)
- Pinax Theatri Botanici, шість Index in Theophrasti, Dioscoridis, Plinii et botanicorum qui à seculo scripserunt opera (Базель, 1623, 1671 і 1735), містить опис 2700 видів
- Theatri botanici (Базель, 1658), велика праця мала складатися з дванадцяти томів, але автор закінчив лише три, робота видана завдяки клопотам його сина Жана-Гаспара.
- Historia plantarum universalis (т. 1-3, 1650—1661, разом з J. Н. Cherler)
- Dionysii Ioncquet (Париж, 1659)